# Coronel Paulino Alén
Coronel Paulino Alén (también conocido como Cruce Coronel Alén o Cruce a Arocojnadi) es una pequeña localidad paraguaya del Departamento de Alto Paraguay ubicada en el kilómetro 155 de la ruta PY15 "Bioceánica", a unos 559 km de Asunción.
Actualmente esta localidad tiene aproximadamente 40 habitantes y pertenece a la jurisdicción del municipio de Puerto Casado, ubicado a 132 km de distancia.

## Toponimia
Su nombre es en honor al coronel Paulino Alén (1833 - 1868), un destacado militar paraguayo oriundo de Luque, que combatió en la Guerra de la Triple Alianza (1864 - 1870) y con 3.000 hombres bajo su mando fue el penúltimo comandante encargado de la defensa de la fortaleza de Humaitá, que fue sitiada durante varios meses. Debido a este duro asedio, Alén propuso al Mariscal López la urgente evacuación de Humaitá para salvar a sus hombres, pero López le negó la evacuación y le dijo que resistan hasta el último hombre. Alén consideró eso un sacrificio en vano de sus hombres, pero tampoco podía desobedecer la orden recibida. Por lo que luego de debatir mucho con sus oficiales, se dio cuenta de que solo tenía dos opciones: la rendición o la muerte por inanición, por lo que estuvo más de 24 horas sin comer, dando así el ejemplo a sus subordinados. 
Alén solicitó nuevamente la evacuación a López, pero al no recibir respuesta y como la situación era cada vez más desesperada e insostenible, Alén prefirió morir antes que rendirse, por lo que intentó suicidarse de un disparo a la cabeza y luego otro en el vientre. A pesar de esto no murió, pero la lesión cerebral le dejó en estado vegetativo. Trágicamente, unos días después llegó la ansiada orden de evacuación y en un estado de inconsciencia, Paulino Alén fue evacuado, arrestado y condenado a muerte en los Juicios de San Fernando junto con otros acusados y fue fusilado con el injusto cargo de traición en Potrero Mármol (actual Villeta) el 21 de diciembre de 1868 con 35 años de edad. Este hecho López lo lamentaría más tarde, ya que era uno de sus mejores oficiales.
Su otro nombre de Cruce a Arocojnadi es debido a que la localidad se encuentra en el desvío a la Comunidad Indígena Arocojnadi, que se encuentra a unos 30 km de distancia.